# Villanueva del Río y Minas
Villanueva del Río y Minas ist eine Gemeinde in der Provinz Sevilla in Spanien mit 5.033 Einwohnern (Stand: 2024). Sie liegt in der Comarca Vega del Guadalquivir in Andalusien. 

## Geografie
Die Gemeinde wird vom Fluss Guadalquivir durchquert, dem links der Fluss Corbones und rechts der Fluss Huesna zufließen. Die Gemeinde grenzt an Alcolea del Río, Cantillana, Carmona, Constantina, Lora del Río, El Pedroso und Tocina.

## Geschichte
In der Römischen Ära gab es hier die Stadt Mulva. Die heutige Gemeinde wurde  am 19. November 1944 gegründet und besteht aus den Ortsteilen Minas und Villanueva del Río.

## Wirtschaft
Die Gemeinde hat eine lange Bergbautradition und bis 1972 wurde hier Steinkohle abgebaut.

## Sehenswürdigkeiten
- Kirche San Fernando
- Kirche Santiago el Mayor